# Geoffroy Tory
Geoffroy Tory łac. Godofredus Torinus (ur. ok. 1480 w Bourges, zm. przed 14 października 1533 w Paryżu) – francuski humanista, drukarz, rytownik, reformator ortografii. Jego praca mocno wpłynęła na francuską działalność drukarską.

## Życie
Geoffroy Tory urodził się w Bourges w 1480 roku, 10 lat po tym, jak pierwsza prasa drukarska została przywieziona do Paryża. Uczęszczał na lokalny uniwersytet, gdzie rozwijał swoje zainteresowanie literaturą łacińską. Po ukończeniu studiów Tory opuścił Bourges i wyjechał do Włoch, by kontynuować naukę, najpierw na uniwersytecie „La Sapienza” w Rzymie, potem w Bolonii, tu uczył się m.in. u Philipa Beroaldusa, słynnego latynisty. Dokładna data śmierci Tory’ego nie jest znana, jednak z dokumentów wiadomo, że w 1533 roku jego żona była już wdową.

## Kariera
Około 1505 roku Tory zakończył swoje studia we Włoszech i wyjechał do Paryża. Pracował tam jako introligator, redaktor i korektor, wykonywał zamówienia dla takich klientów jak Jean Grolier de Servières.
Pierwszą książką, przy której Tory na pewno pracował w 1508 roku, jest Pomponius Mela. Wydanie to pomogło mu zdobyć dobrą reputację mimo jego młodego wieku. W 1509 roku został jednym z najmłodszych profesorów pracujących w Collège du Plessis. Mimo nauczania, kontynuował swoje pasje, pracując jako introligator i redaktor.
Geoffroy Tory znany był ze swojej niezwykłej pracowitości, często brał na siebie ogromne zobowiązania. Około roku 1511 został profesorem na Collège de Coqueret i wkrótce po tym na Collège de Bourgogne, który był wówczas najważniejszym oddziałem Uniwersytetu Paryskiego. Podobno wykłady Tory’ego przyciągały ogromne audytorium.

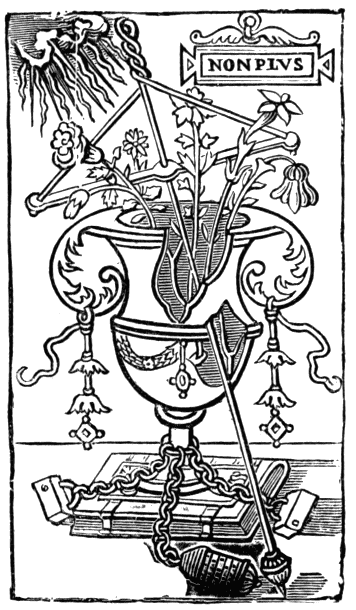
Pot-cassé – sygnet drukarski Tory’ego. Jak sugeruje francuska nazwa, sygnet przedstawia zniszczone naczynie, które może być urną z prochami Agnès, córki Tory’ego. Dewiza Non plus umieszczona na tabliczce w górnej części sygnetu znaczy Nic w nadmiarze i może odnosić się do umiaru, jakim kierował się Tory w swoich projektach. Tory’ego fascynował fakt, że słowa te mają takie samo znaczenie zarówno w języku francuskim, jak i łacińskim. Pozostałe symbole można interpretować bardzo różnorodnie.

W tym okresie zainteresowania Tory’ego skierowały się ku sztuce, szczególnie malarstwu i grawerowaniu. Kilka lat po dołączeniu do Collège de Bourgogne zrezygnował ze swojej posady i przeprowadził się do Włoch, żeby móc poświęcić się studiowaniu włoskiej sztuki. Poza kilkoma odniesieniami do tej podróży w Champ Fleury niewiele wiadomo o Torym w tym okresie. Do Paryża powrócił w 1518 roku i zaczął regularnie produkować drzeworyty, dzięki którym stał się znany w środowisku paryskich drukarzy. W tym samym okresie zaczął również zajmować się sprzedawaniem książek.
W 1514 roku Tory poślubił wdowę po swoim przyjacielu, a niedługo potem urodziła mu się córka Agnès. Tory poświęcił jej bardzo dużo czasu, ucząc ją łaciny i podstawowej wiedzy o drukarstwie. Niestety Agnès zmarła z nieznanych powodów w wieku dziewięciu lat. Tory po stracie ukochanej córki przez długi okres był w depresji. Kiedy wydał książkę po raz pierwszy po śmierci Agnès, jego sygnetem drukarskim była urna, w której trzymał prochy córki. W kolejnych miesiącach po jej śmierci, Tory napisał kilka wierszy, w których deklarował, jak szczęśliwy był, posiadając tak wyjątkową córkę, i jak jej życie zmieniło go. W tych czasach śmierć dzieci w tym wieku nie była rzadkością, więc to, że Tory tak bardzo przeżył odejście swojej córki, było niezwykłą reakcją. Śmierć Agnès wpłynęła na kreatywność Tory’ego w jego późniejszych pracach.
W 1524 roku Tory odkrył francuskie godzinki – Livre d’heures i w 1525 przygotował ich kopię, która stała się sławna, ponieważ Tory przedstawił w niej krój pisma wolny od idei drukowania w sposób odwzorowujący pismo ręczne. Książka ta zainicjowała również we Francji ideę projektowania książek jako sztuki.
W 1529 Tory opublikował swoją autorską książkę Champfleury, jedną z najważniejszych i najbardziej wpływowych w tym okresie. Książka ta zapoczątkowała standardy francuskiego edytorstwa, które w wielu punktach są przestrzegane do dziś.

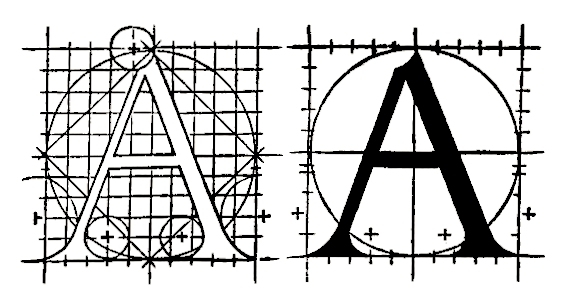
Geoffroy Tory litera A, 1526

Tory zaczął stopniowo przyswajać teksty francuskie do druku w czasach, w których drukowano tylko teksty łacińskie. Z tego powodu jako pierwszy wprowadził znaki na oznaczenie apostrofu, akcentów i cedylli. Przyczynił się też do popularyzacji antykw i wyparcia czcionek gotyckich. Tory chciał zreformować francuską pisownię tak, żeby odbijała łacińskie korzenie tego języka.
W 1530 roku Tory został mianowany drukarzem króla Franciszka I, a w 1532 bibliotekarzem Uniwersytetu Paryskiego. Jednym z jego praktykantów był Claude Garamond, który zastąpi Tory’ego na stanowisku królewskiego drukarza.

## Prace

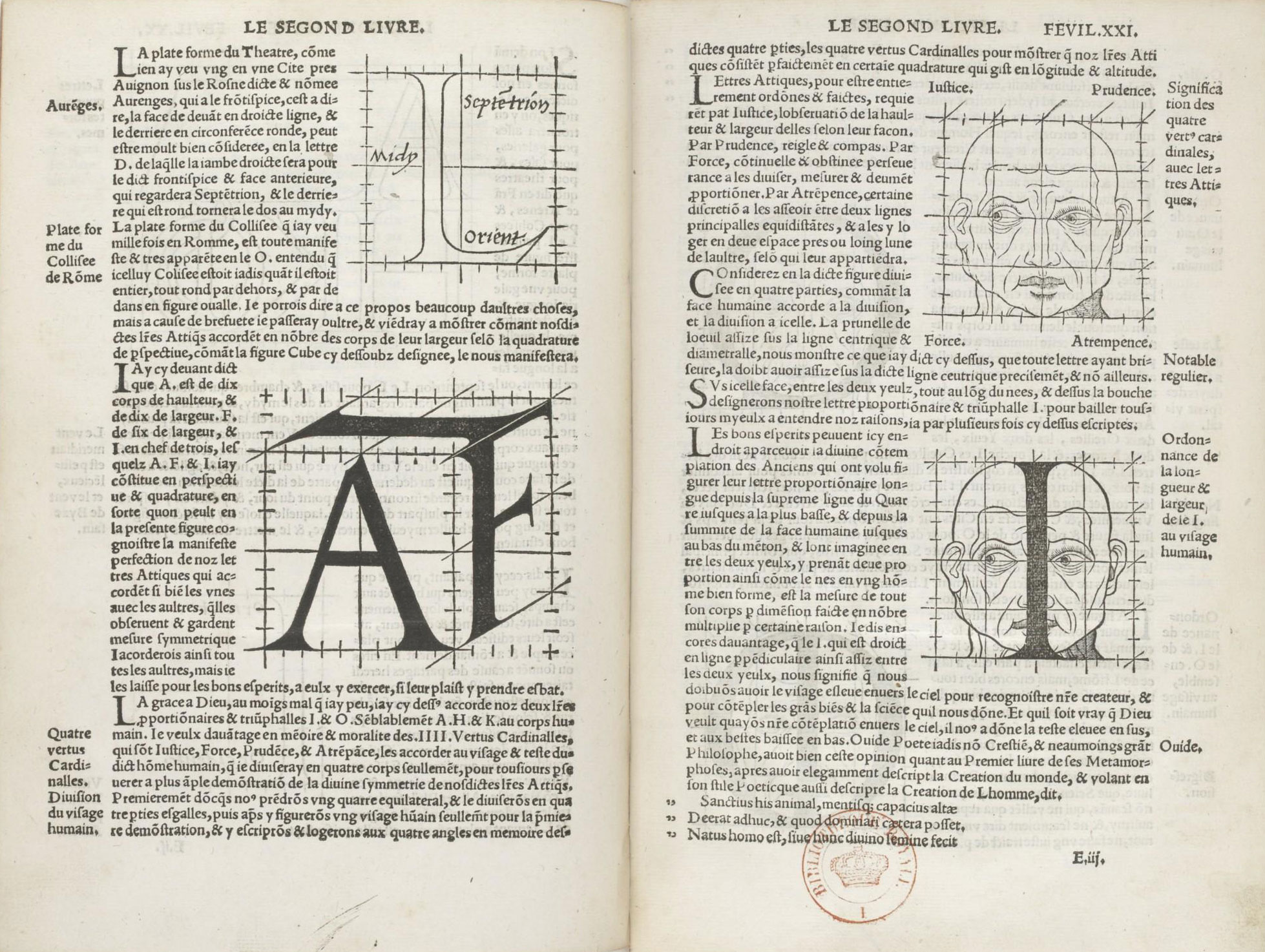
Geoffroy Tory Champfleury

### Champfleury
Tory napisał i opublikował Champfleury. Au quel est contenu l’Art et Science de la deue et vraye Proportion des Lettres Attiques, qu’on dit autrement Lettres Antiques, et vulgairement Lettres Romaines proportionnees selon le Corps & Visage humain w 1529 roku. Książka ta składa się z trzech części i zawiera uwagi dotyczące poprawnego używania języka francuskiego oraz problemów łączenia piękna alfabetu z zasadami gramatyki. Tory analizuje budowę liter, porównując ich proporcję do proporcji twarzy i ciała człowieka. Do pokazania kształtu liter używał kwadratowej siatki. Champfleury nie było tak stylizowane jak Livre d’heures, ale pozwalało na zrozumienie sposobu myślenia Tory’ego, jego pedantyzmu i skrupulatnego przywiązania do języka francuskiego. Tytuł Champfleury można tłumaczyć jako „kwieciste pola”, ale we Francji słowa te mogą oznaczać również „raj”.

### Livre d’heures
Ta najsłynniejsza praca Tory’ego została ukończona w 1525, a opublikowana w 1531 roku. Zachowało się 17 znanych kopii. Wydanie zawiera 16 bordiur i 13 dużych drzeworytów. Książka ta jest najbardziej znana do dzisiejszego dnia, ponieważ wyłamała się z wielu tradycji drukarskich tamtego okresu. Ilustracje w Livre d’heures nie są perfekcyjne, dlatego że Tory przygotował je samodzielnie, a pomimo pasji, nie posiadał dużego talentu artystycznego. Sukces Livre d’heures sprawił, że Franciszek I przyznał Tory’emu przywilej drukowania jego własnych prac.

### Inne dzieła
- Tres utile et compendieulx traicte de lart et science dorthographie gallicane, 1529.
- L’Adolescence clémentine et Briesve doctrine pour deuement escripre, 1533.